# Phoenix Mercury 2002
La stagione 2002 delle Phoenix Mercury fu la 6ª nella WNBA per la franchigia.
Le Phoenix Mercury arrivarono settime nella Western Conference con un record di 11-21, non qualificandosi per i play-off.

## Roster
| N° | Naz.                   | Ruolo | Sportivo            | Anno | Alt. | Peso |
| -- | ---------------------- | ----- | ------------------- | ---- | ---- | ---- |
| 00 | Stati Uniti (bandiera) | A     | Tracy Reid          | 1976 | 180  | 68   |
| 3  | Stati Uniti (bandiera) | A     | Lisa Harrison       | 1971 | 183  | 74   |
| 4  | Brasile (bandiera)     | G     | Adrianinha          | 1978 | 168  | 64   |
| 5  | Australia (bandiera)   | G     | Kristen Veal        | 1981 | 180  | 68   |
| 6  | Jugoslavia (bandiera)  | G     | Gordana Grubin      | 1972 | 173  | 75   |
| 13 | Russia (bandiera)      | C     | Oksana Zakaljužnaja | 1977 | 198  | 79   |
| 14 | Jugoslavia (bandiera)  | C     | Slobodanka Tuvić    | 1977 | 193  | 88   |
| 20 | Stati Uniti (bandiera) | A     | Kayte Christensen   | 1980 | 191  | 77   |
| 21 | Stati Uniti (bandiera) | G     | Jaynetta Saunders   | 1979 | 180  | 66   |
| 22 | Stati Uniti (bandiera) | A     | Jennifer Gillom     | 1964 | 191  | 79   |
| 23 | Stati Uniti (bandiera) | A     | Brandy Reed         | 1977 | 185  | 73   |
| 30 | Stati Uniti (bandiera) | A     | Shea Mahoney        | 1977 | 188  | 81   |
| 33 | Stati Uniti (bandiera) | C     | Adrian Williams     | 1977 | 193  | 83   |
| 42 | Stati Uniti (bandiera) | C     | Quacy Barnes        | 1976 | 196  | 84   |
| 53 | Italia (bandiera)      | G     | Susanna Bonfiglio   | 1974 | 173  | 66   |

## Staff tecnico
- Allenatori: Cynthia Cooper (6-4) (fino al 26 giugno)[1], Linda Sharp (5-17)
- Vice-allenatori: Linda Sharp (fino al 26 giugno), Eric Cooper, Michele Timms
- Preparatore atletico: Carolyn Griffiths